# Bernières-sur-Seine
Bernières-sur-Seine är en kommun i departementet Eure i regionen Normandie i norra Frankrike. Kommunen ligger i kantonen Gaillon-Campagne som tillhör arrondissementet Les Andelys. År 2020 hade Bernières-sur-Seine 1 759 invånare.

## Befolkningsutveckling
Antalet invånare i kommunen Bernières-sur-Seine
Referens:INSEE